# Скалак, Иржи
И́ржи Ска́лак (чеш. Jiří Skalák; род. 12 марта 1992, Пардубице, Восточночешский край) — чешский футболист, полузащитник клуба «Динамо (Ческе-Будеёвице)». Выступал за сборную Чехии.

## Клубная карьера
Скалак — воспитанник пражской «Спарты». Летом 2011 года для получения игровой он на правах аренды перешёл в словацкий «Ружомберок». 20 августа в матче против «Татрана» Иржи дебютировал в чемпионате Словакии. 29 октября в поединке против Нитры Скалак сделал «дубль», забив свои первые голы за новую команду. После окончания аренды Иржи вернулся в «Спарту». В матче против «Пршибрама» он дебютировал в Гамбринус лиге, за родной клуб. В начале 2013 года Скалак на правах аренды присоединился к «Словацко». После возвращения в «Спарту» он сыграл ещё три матча и вновь отправился в аренды, его новой командой стала «Зброёвка». 26 августа в поединке против остравского «Баника» Скалак дебютировал за новый клуб. 27 октября в поединке против «Млады-Болеслав» Иржи забил свой первый гол за «Зброёвку».
Летом 2014 года Скалак на правах аренды перешёл в «Младу-Болеслав». 27 июля в матче против «Высочины» он дебютировал за новый клуб. 16 августа в поединке против «Пршибрама» Иржи забил свой первый гол за «Младу-Болеслав». По окончании аренды Скалак подписал с клубом полноценный контракт.
В начале 2016 года Иржи перешёл в английский «Брайтон энд Хоув Альбион». Сумма трансфера составила 1,2 млн. фунтов. 13 февраля в матче против «Болтон Уондерерс» он дебютировал в Чемпионшипе. В 2017 году Скалак помог клубу выйти в элиту. Летом 2018 года Скалак перешёл в «Миллуолл».

## Международная карьера
В 2011 году Иржи в составе юношеской сборной Чехии занял второе место на юношеском чемпионате Европы в Румынии. На турнире он сыграл в матчах против команд Румынии, Греции, Ирландии, Сербии и Испании. В поединке против сербов Скалак забил гол.
В 2015 году в составе молодёжной сборной Чехии Иржи принял участие в домашнем  молодёжном чемпионате Европы. На турнире он сыграл в матчах против сборных Дании, Сербии и Германии.
3 сентября 2015 года в отборочном матче чемпионата Европы 2016 против сборной Казахстана Скалак дебютировал за сборную Чехии.

## Статистика выступлений за сборную
| Матчи за сборную Чехии | Матчи за сборную Чехии | Матчи за сборную Чехии | Матчи за сборную Чехии | Матчи за сборную Чехии | Матчи за сборную Чехии    | Матчи за сборную Чехии |
| ---------------------- | ---------------------- | ---------------------- | ---------------------- | ---------------------- | ------------------------- | ---------------------- |
| №                      | Дата                   | Оппонент               | Счёт                   | Голы                   | Соревнование              |                        |
| 1                      | 3 сентября 2015        | Казахстан              | 2:1                    | -                      | Отборочный матч ЧЕ-2016   |                        |
| 2                      | 10 октября 2015        | Турция                 | 0:2                    | -                      | Отборочный матч ЧЕ-2016   |                        |
| 3                      | 13 октября 2015        | Нидерланды             | 3:2                    | -                      | Отборочный матч ЧЕ-2016   |                        |
| 4                      | 13 ноября 2015         | Сербия                 | 4:1                    | -                      | Товарищеский матч         |                        |
| 5                      | 17 ноября 2015         | Польша                 | 1:3                    | -                      | Товарищеский матч         |                        |
| 6                      | 24 марта 2016          | Шотландия              | 0:1                    | -                      | Товарищеский матч         |                        |
| 7                      | 29 марта 2016          | Швеция                 | 1:1                    | -                      | Товарищеский матч         |                        |
| 8                      | 27 мая 2016            | Мальта                 | 6:0                    | -                      | Товарищеский матч         |                        |
| 9                      | 1 июня 2016            | Россия                 | 2:1                    | -                      | Товарищеский матч         |                        |
| 10                     | 5 июня 2016            | Республика Корея       | 1:2                    | -                      | Товарищеский матч         |                        |
| 11                     | 17 июня 2016           | Хорватия               | 2:2                    | -                      | ЧЕ-2016. Групповая стадия |                        |
| 12                     | 31 августа 2016        | Армения                | 3:0                    | -                      | Товарищеский матч         |                        |
| 13                     | 4 сентября 2016        | Северная Ирландия      | 0:0                    | -                      | Отборочный матч ЧМ-2018   |                        |
| 14                     | 8 октября 2016         | Германия               | 0:3                    | -                      | Отборочный матч ЧМ-2018   |                        |
| 15                     | 11 октября 2016        | Азербайджан            | 0:0                    | -                      | Отборочный матч ЧМ-2018   |                        |
| 16                     | 11 ноября 2016         | Норвегия               | 2:1                    | -                      | Отборочный матч ЧМ-2018   |                        |
| 17                     | 15 ноября 2018         | Польша                 | 1:0                    | -                      | Товарищеский матч         |                        |